# PSCAD
PSCAD (Power System Computer Aided Design) jest graficznym interfejsem opartym na silniku Electromagnetic Transients including DC (EMTDC). Program ten umożliwia użytkownikowi w prosty sposób tworzenie symulatorów, przeprowadzanie symulacji i wizualizację przebiegu symulacji w trybie „online”. Dzięki temu możliwe jest wyświetlanie wartości chwilowych pomiarów, jak również zmiany parametrów układu w trakcie trwania symulacji za pomocą suwaków i przełączników wielopozycyjnych. Wszystkie te właściwości programu dają użytkownikowi możliwość wpływania na symulację w czasie jej trwania, co bardziej może odzwierciedlać rzeczywiste stany.
Program PSCAD posiada bogatą bibliotekę (Master Library) elementów gotowych do wstawienia do badanego symulatora. Oprócz prostych elementów pasywnych, znajdują się w niej mierniki oraz złożone kompleksowe modele, takie jak modele linii napowietrznych, kablowych, prostowników etc. Jeśli jednak w bibliotece nie można odnaleźć odpowiedniego elementu, program umożliwia w bardzo prosty sposób zbudowanie nowego elementu (New Component) i dodanie go do badanego symulatora.
Biblioteka programu zawiera modele takich elementów jak:
- rezystory, cewki, kondensatory,
- przekładniki i transformatory,
- linie przesyłowe (uwzględniające najbardziej aktualne na świecie modele linii),
- źródła prądowe i napięciowe,
- przełączniki i wyłączniki,
- diody, tyrystory i tyrystory całkowicie sterowalne (GTO - Gate Turn - Off),
- analogowe i cyfrowe funkcje sterujące,
- maszyny prądu przemiennego i stałego,
- funkcje pomiarowe i liczniki,
- różne elementy wykorzystywane przy układach AC i DC,
- moduły HVDC (High Voltage Direct Current), SVC (Static VAR Compensator) oraz inne,
- modele elektrowni wiatrowych.

Oprócz bogatej, wspomnianej wyżej biblioteki modułów, gotowych do wykorzystania w symulatorze, program posiada bardzo duże możliwości w tworzeniu nowych modułów (komponentów). Moduły te mogą być kopiowane między dokumentami, dzięki czemu wielu użytkowników jest w stanie stworzyć niemal nieograniczone ilości uniwersalnych modułów do pomiarów różnych wartości bądź symulacji elementów nieprzewidzianych przez producenta programu.